# Kallukunte, Srinivaspur
Kallukunte là một làng thuộc tehsil Srinivaspur, huyện Kolar, bang Karnataka, Ấn Độ.